# Baba (gromada)
Baba – dawna gromada, czyli najmniejsza jednostka podziału terytorialnego Polskiej Rzeczypospolitej Ludowej w latach 1954–1972.
Gromady, z gromadzkimi radami narodowymi (GRN) jako organami władzy najniższego stopnia na wsi, funkcjonowały od reformy reorganizującej administrację wiejską przeprowadzonej jesienią 1954 do momentu ich zniesienia z dniem 1 stycznia 1973, tym samym wypierając organizację gminną w latach 1954–1972.
Gromadę Baba z siedzibą GRN w Babie utworzono – jako jedną z 8759 gromad – w powiecie kolneńskim w woj. białostockim, na mocy uchwały nr 17/V WRN w Białymstoku z dnia 4 października 1954. W skład jednostki weszły obszary dotychczasowych gromad Baba, Plewki, Brzozowa i Szafranki ze zniesionej gminy Łyse oraz obszary dotychczasowych gromad Czarnia i Złota Góra ze zniesionej gminy Gawrychy w tymże powiecie. Dla gromady ustalono 11 członków gromadzkiej rady narodowej.
Gromadę Baba zniesiono 1 stycznia 1966, a jej obszar włączono do gromad Lipniki (wsie Baba i Szafranki), Kuzie (wsie Brzozowa i Czarnia oraz kolonię Grądy) i Łyse (wsie Plewki i Złota Góra).